# Flóahreppur
Flóahreppur é um município na Islândia. Em 2021 tinha uma população estimada em 690 habitantes.